# Huta-Dąbrowa
Huta Dąbrowa is een plaats in het Poolse district  Łukowski, woiwodschap Lublin. De plaats maakt deel uit van de gemeente Krzywda en telt 1600 inwoners.